# 山鹿市立岩野小学校
山鹿市立岩野小学校（やまがしりつ いわのしょうがっこう）は、熊本県山鹿市鹿北町岩野にあった小学校。

## 沿革
- 1872年 - 赤尾嘉平が栗瀬に私塾を開く。
- 1875年5月 - 岩野村高井川に第五大学区白川県第十三番中学区山郡第百九十九番三百番聯区岩野学校創立。
- 1882年1月 - 岩野小学校となる。
- 1887年4月 - 岩野尋常小学校と改称。
- 1902年10月 - 男岳分教場設立。
- 1914年4月1日 - 岩野尋常高等小学校と改称。
- 1930年 - 男岳分教場移転。
- 1941年4月1日 - 岩野国民学校と改称。
- 1947年4月1日 - 岩野村立岩野小学校と改称。
- 1954年4月1日 - 鹿北村立鹿北第二小学校と改称。
- 1963年12月1日 - 鹿北町立鹿北第二小学校と改称。
- 1966年9月 - 男岳分校廃止。
- 1982年4月1日 - 鹿北町立岩野小学校と改称。
- 2005年1月15日 - 山鹿市立岩野小学校と改称。
- 2013年4月1日 - 山鹿市立岳間小学校、山鹿市立広見小学校と統合し山鹿市立鹿北小学校へ

## 校歌
1.肥筑の境　山青く
自然の恵み　豊かにて
山に山幸　野は実る
我等の故郷　栄えあり
2.清らの流れ　岩野川
朝日に映ゆる　竹の山
高き希望の　色にこそ
たたえよたたえ　我が母校

## 校訓
なかよく　なかよく　元気に　のびよう